# Jozef van Arimatea
Jozef van Arimatea (ook gespeld als 'Arimathea') was volgens de vier canonieke evangeliën in het Nieuwe Testament de man die Jezus na diens kruisiging van het kruis haalde, balsemde en in een rotsgraf legde. Arimatea is de vergriekste vorm van Ramathaim(-Zofim), ook wel bekend als Rama in Efraïm (mogelijk Ramla of Rentis), waarschijnlijk zijn plaats van herkomst.

## Nieuwe Testament
Jozef was een rijke Jood (Matteüs 27:57) en een "vooraanstaand raadsheer" (Marcus 15:43; Lucas 23:50). Hij werd een leerling van Jezus (Matteüs 27:57), maar hield dit verborgen uit angst voor zijn medeburgers (Johannes 19:38). Hij was het niet eens met de veroordeling van Jezus (Lucas 23:51). Na de kruisiging van Jezus vroeg hij prefect Pontius Pilatus om het lichaam. Pilatus gaf toestemming, waarop Jozef Jezus van het kruis haalde (Marcus 15:46; Johannes 19:38). Hij wikkelde het lichaam in linnen en legde het in een ongebruikt rotsgraf (dat hij voor zichzelf had laten uithouwen) en rolde een steen voor het graf (Matteüs 27:59-60; Marcus 15:46) Samen met Nikodemus balsemde hij Jezus' lichaam met een mengsel van mirre en aloë (Johannes 19:39-40). 'De vrouwen die met Jezus waren meegereisd uit Galilea' hadden deze balsem bereid (Lucas 23:55-56).

## Traditie
Vanaf de 2e eeuw werden allerlei details rond het personage Jozef van Arimatea toegevoegd aan wat in het Nieuwe Testament wordt aangetroffen. Jozef wordt genoemd in werken van vroege kerkhistorici als Ireneüs van Lyon, Hippolytus van Rome, Tertullianus en Eusebius van Caesarea, die allen details noemen die niet in de canonieke verhalen staan. Johannes Chrysostomus was de eerste die schreef dat Jozef een van de zeventig discipelen was. De Acta Pilati, het eerste deel van het Evangelie van Nikodemus, gaat over de gevangenname en bevrijding van Jozef.
Tegen het einde van de 12e eeuw werd Jozef verbonden aan de Arthurlegendes, waarin hij optreedt als bewaarder van de Heilige Graal. Dit element komt ook voor in Robert de Borons Joseph d'Arimathie. Volgens dit werk zou Jozef al tijdens Jezus' leven handelscontacten gehad hebben met Cornwall, vanwaar hij tin importeerde in Palestina. Jozef ving het Heilig Bloed van Jezus op in een kelk die door Jezus was gebruikt tijdens het laatste avondmaal, de Heilige Graal. Daarna vluchtte hij, met een aantal getrouwen, naar Glastonbury in Engeland, waar hij een kerk bouwde. Hieruit zou het Keltisch christendom zijn ontstaan, met een eigen structuur.
In het 13e-eeuwse Flores Historiarum van Roger van Wendover werd Jozef van Arimatea beschreven als de Wandelende Jood.
Jozefs lichaam wordt als relikwie vereerd in de Armeense Vank-kathedraal in Isfahan, Iran.

## Interpretatie
Veel christenen interpreteren Jozefs rol als vervulling van een voorspelling door Jesaja dat het graf van de "Man van Smarten" van een rijk iemand zou zijn:
Hij kreeg een graf bij misdadigers, zijn laatste rustplaats was bij de rijken ...— Jesaja 53:9

## Feestdag en beschermheilige
Zijn feestdag wordt gevierd op 31 augustus of 17 maart in de Rooms-Katholieke Kerk en op 31 juli in de oosters-orthodoxe kerken.
Jozef is de beschermheilige voor begrafenisondernemers.